# はるかなるわがラスカル
はるかなるわがラスカル（英：Rascal、 Rascal: A Memoir of a Better Era）は、スターリング・ノースによる児童書。1977年に放送された「あらいぐまラスカル」の原作。ウィスコンシン州を舞台とする物語である。Dutton Children's Booksにより出版され、イラストはジョン・シェーンハーにより描かれた。

## 概要
1963年に出版されたアライグマとスターリングのノンフィクションである。1910年代の第一次世界大戦の最後の年にウィスコンシン州を舞台にした物語。11歳の時に出会った「ラスカル」という名前のアライグマを育てた1年間を物語にしたものである。作中では主人公スターリングの母親の死と当時のスペイン風邪の流行が書かれている。
小説は1964年5月、日本で学研から川口正吉訳として初めて出版された。
ウィスコンシン州エドガートン近郊にスターリングノースホームがあり、スターリング・ノース協会により修復され、今でも残っている。

## アニメ化

### アニメ
- 1973年 - 2月にディズニーのテレビシリーズ「The Wonderful World of Disney」の2つのエピソードで放送される。

- 1977年 - 日本アニメーションによる世界名作劇場「あらいぐまラスカル」が１年間にわたって放送される[4]。

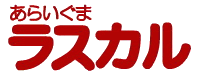
アニメ化された「あらいぐまラスカル」（1977年）のロゴ

### あらいぐまラスカル放送後
- 2013年 - LINEスタンプが発売され、デフォルメされ、人気になったプチ世界名作劇場「プチラスカル」がのちに商品展開される。このデフォルメされたデザインとなったラスカルはココスなどでコラボするなど人気者となる。
- 2014年 - テレビアニメ「めいたんてい ラスカル」が放送される[5]。
- 2025年 - 「あらいぐまラスカル」のスピンオフアニメ「あらいぐま カルカル団」が放送される[6]。

### アニメ化による影響
アニメによりアライグマが日本にペットとして持ち込まれて害獣となる事があり、野生化され、アライグマ回虫や農作物の被害が深刻となっている。

## 賞状
- 1964年 - ニューベリー賞
- 1966年 - ヤングリーダーズチョイス賞
- 1966年 - セコイア図書賞